# 帕拉氏魮
帕拉氏魮（学名：Barbus parawaldroni）為輻鰭魚綱鯉形目鯉科的其中一個種。分布於非洲象牙海岸及賴比瑞亞，本魚下唇發展良好，形成圓的下巴葉，背鰭長而鰭條呈凹形，背鰭軟條13至14枚；臀鰭軟條8至9枚，體長可達23公分。

## 扩展阅读
維基物種上的相關：帕拉氏魮